# میرمحمد مهنا
میر محمد مهنا (۱۲۸۰ – ۱۳۶۲) فرمانده نظامی و خلبان ایرانی بود. او در زمان رضاشاه رئیس کارخانجات هواپیماسازی ایران بود و سپس دو دوره فرماندهی نیروی هوایی شاهنشاهی ایران را به عهده داشت. وی از نوادگان میر مهنا بود.

## زندگی‌نامه
میرمحمد مهنا در سال ۱۲۸۰ زاده شد و پس از دبستان، به «مدرسهٔ قزاقخانه» راه یافت و در سال ۱۲۹۹ به ردهٔ افسری رسید. وی پس از ستوان یکم شدن، برای فراگیری خلبانی و دیگر آموزشهای نظامی در سال ۱۳۰۲ برای ۳ سال به اروپا رفت و در بازگشت به کشور به نیروی هوایی پیوست.

## فعالیتهای نظامی
ایشان در شهریور ۱۳۲۰ با ردهٔ سرهنگی به «معاونت فنی» نیروی هوایی برگزیده شد، هم‌زمان وی فرماندهٔ پایگاه دوشان تپه نیز بود. مهنا پس از درگذشت سرهنگ قهرمانی (در ۲۸ دیماه ۱۳۲۱) «دی فاکتو» جانشین او شد و همراه با سرلشکر مجید فیروز، تا ۲۴ اردیبهشت ۱۳۲۲ بر نیرو فرماندهی می‌کرد. (پس از این، دوباره سرلشکر احمد نخجوان از ۲۴ اردیبهشت ۱۳۲۲ تا ۱۳ تیر ۱۳۲۲ فرمانده شد).
تیمسار مهنا برای بار دوم از ۱۳ تیر ۱۳۲۲ تا ۲۳ شهریور ۱۳۲۲ به فرماندهی نیرو منصوب شده و پس از دریافت درجه سرتیپی، مسوولیت فرماندهی نیروی هوایی را از ۱۰ فروردین ۱۳۲۷ تا ۳۰ دی ۱۳۲۷ برعهده داشت. دوران فرماندهی وی، همراه با چالش‌های گوناگون و آشوب در کشور و یورش بیگانگان بوده است.
او در دولت ملی محمد مصدق در سال ۱۳۳۱ به سمت «معاونت وزارت دفاع ملی» انتخاب و به درجه سرلشگری رسید و تا کودتای ۲۸ مرداد ۱۳۳۲، در آن سمت بود. پس از کودتا، مهنا برای چندی بازداشت و زندانی شد.